# Songs for Swingin’ Lovers
Songs for Swingin’ Lovers ist ein im März 1956 bei Capitol erschienenes Swing-Konzeptalbum von Frank Sinatra in Zusammenarbeit mit Nelson Riddle. In Liedauswahl, Arrangement und Interpretation zählt es zu den bedeutendsten Aufnahmen des Great American Songbook.

## Entstehungsgeschichte
Seit Ende April 1953 arbeitete Frank Sinatra bei seinen Aufnahmen für Capitol Records mit dem Arrangeur und Orchesterleiter Nelson Riddle zusammen. Die Vorbereitungen für ihr viertes gemeinsames Albenprojekt (nach Songs for Young Lovers 1953, Swing Easy 1954 und In the Wee Small Hours 1955) begannen im Frühsommer 1955. Am 30. Juni 1955 fand eine erste Probessession statt (Sinatra nahm eine bislang offiziell unveröffentlichte Version von I Thought About You auf, und Riddle erprobte seine Arrangements für Memories of You und We’ll Be Together Again – alle drei Songs nahm Sinatra später für das neue Album auf).
Bis zum Spätherbst 1955 war die Songauswahl getroffen, die aus 15 Liedern der Entstehungsjahre 1923–1947 bestand, mit deutlichem Schwerpunkt auf Stücken aus den 1930er Jahren, die größtenteils aus Broadway-Musicals oder Musikfilmen stammen. Die Aufnahmesessions für das Album fanden an vier Abenden zwischen dem 9. und 16. Januar 1956 in Hollywood statt, an denen Sinatra insgesamt 15 Stücke einspielte. Die endgültigen Arrangements dafür hatte Riddle teils erst sehr kurzfristig fertiggestellt, in Zusammenarbeit mit seinem Kopisten Vern Yocum. 14 der 15 aufgenommenen Lieder fanden Platz auf dem Album, ein weiteres, Memories of You blieb zunächst unveröffentlicht und wurde auf dem Album durch Love Is Here to Stay ersetzt, das Sinatra und Riddle bereits im Oktober 1955 eingespielt hatten.

## Charterfolge, Ausgaben und Auszeichnungen
Anfang März 1956 veröffentlicht, kletterte das Album schon am Ende jenes Monats in die Billboard Charts und erreichte dort mehrere Wochen lang Platz 2. Insgesamt hielt sich das Album mehr als 14 Monate (66 Wochen) in den Billboard-Charts. Auch in den britischen Charts und anderen europäischen Ländern erreichte das Album Spitzenplätze. Teils wurden auch spätere Wiederveröffentlichungen erneut in den Charts notiert.
Die Erstauflage, die zeitgleich als LP und 4-EP-Set herauskam, verkaufte sich etwa 500.000 Mal. Außer in den USA und verschiedenen Ländern Europas ist das Album seither auf LP und CD auch in Australien, Brasilien, Japan und Südafrika in eigenen Pressungen mit teils unterschiedlicher Cover-Gestaltung wiederaufgelegt worden. Verschiedene Ausschnitte des Albums erschienen ab den 1960er Jahren auch in einer Reihe von Ländern des ehemaligen Ostblocks.
Den Grammy gab es bei der Veröffentlichung des Albums noch nicht – im Jahr 2000 wurde Songs for Swingin’ Lovers als ganzes dann aber mit dem „Grammy Hall of Fame“-Award ausgezeichnet, nachdem zwei Jahre zuvor dieselbe Ehre schon der Album-Aufnahme von I’ve Got You Under My Skin zuteilgeworden war.
Im Jahr 2003 zählte das Musikmagazin Rolling Stone Songs for Swingin’ Lovers auf Platz 308 zu den 500 besten Alben aller Zeiten.

## Musikalische Bedeutung
Songs for Swingin’ Lovers gilt im Swing-Bereich als erstes und bestes Beispiel für den von Sinatra und Riddle gemeinsam entwickelten „heartbeat rhythm“, einen stetigen, nachhaltig swingenden, doch meist im Vergleich zu anderen Aufnahmen des Genres in einem eher moderaten Tempo gehaltenen Rhythmus, von dem Riddle meinte, dass er die Menschen am ehesten berühre, weil er „dem natürlichen Takt ihres Pulsschlags beim Gehen“ entspräche. Dieser Ansatz wird seither von verschiedensten Künstlern aufgegriffen und kopiert. Ferner wurden auch viele der auf dem Album vertretenen Arrangements stilbildend für die entsprechenden Lieder selbst, allen voran Cole Porters I’ve Got You Under My Skin, für dessen von Milt Bernhart gespieltes Posaunen-Solo Riddle Anleihen bei Kompositionen von Stan Kenton nahm.
Bei den Aufnahmen wirkten zahlreiche prominente Jazzmusiker wie etwa Juan Tizol und Ted Nash mit, die hier erstmals – und dann in ähnlicher Besetzung für viele weitere Jahre – das Rückgrat für Sinatra-Riddles Studio-Orchester bildeten. Viele von ihnen hatten zuvor für andere prominente Orchester, namentlich Stan Kenton, gearbeitet, und lassen entsprechende Einflüsse in ihrem Spiel erkennen. Das Album gilt daher auch als gelungene Synthese instrumentaler Improvisation und Sinatras typischen kleinen Variationen der Liedtexte.
Die Musikzeitschrift Jazzwise nahm das Album in die Liste The 100 Jazz Albums That Shook the World auf; Keith Shadwick schrieb:
„[...] er beeinflusste so ziemlichen jeden Jazzsänger und Musiker, besonders zwischen den 1940er Jahren und heute, so auch Leute wie Lester Young, Miles Davis und John Coltrane, die alle sehr genau bei Sinatras Balladengesang hinhörten. Diese klassische Session Mitte der 50er setzt Frankies Jazzbezüge perfekt in Szene und wirft den Fehdehandschuh jedem zu.“

## Titelliste

### Seite 1
- 1. You Make Me Feel So Young (Musik/Text: Josef Myrow/Mack Gordon, 1946) – 2:57
- 2. It Happened In Monterey (Mabel Wayne/Billy Rose, 1930) – 2:36
- 3. You’re Getting to Be a Habit with Me (Harry Warren/Al Dubin, 1932) – 2:19
- 4. You Brought a New Kind of Love to Me (Sammy Fain, Pierre Norman Connor/Irving Kahal, 1930) – 2:48
- 5. Too Marvelous for Words (Richard Whiting/Johnny Mercer, 1937) – 2:29
- 6. Old Devil Moon (Burton Lane/Yip Harburg, 1947) – 3:56
- 7. Pennies from Heaven (Arthur Johnston/Johnny Burke, 1936) – 2:44
- 8. Love Is Here to Stay (George Gershwin/Ira Gershwin, 1938) – 2:42

### Seite 2
- 9. I’ve Got You Under My Skin (Cole Porter, 1936) – 3:43
- 10. I Thought About You (Jimmy Van Heusen/Johnny Mercer, 1939) – 2:30
- 11. We’ll Be Together Again (Carl Fischer/Frankie Laine, 1945) – 4:26
- 12. Makin’ Whoopee (Walter Donaldson/Gus Kahn, 1928) – 3:06
- 13. Swingin’ Down the Lane (Isham Jones/Gus Kahn, 1923) – 2:54
- 14. Anything Goes (Cole Porter, 1934) – 2:43
- 15. How About You? (Burton Lane/Ralph Freed, 1941) – 2:45

### Nicht auf dem Originalalbum
- 16. Memories of You (Eubie Blake/Andy Razaf, 1930) – 2:53 [Erstveröffentlichung separat 1973]